# Cam Whitmore
Pour les articles homonymes, voir Whitmore.
Cameron « Cam » Whitmore, né le 8 juillet 2004 à Odenton dans le Maryland, est un joueur américain de basket-ball. Il mesure 1,98 m, et évolue au poste d'ailier voire d'ailier fort.

## Biographie

### Carrière universitaire
Entre 2022 et 2023, il joue pour les Wildcats de Villanova à l'université Villanova. Il sera élu freshman de l’année en Big East et devient membre du cinq majeur de la conférence, lors de laquelle il accumule 12,5 points, 5,3 rebonds et 1,4 interceptions.

### Carrière professionnelle

#### Rockets de Houston (2023-2025)
Il est sélectionné à la 20e position par les Rockets de Houston lors de la draft 2023 de la NBA. Cam Whitmore prend part à la NBA Summer League, lors de laquelle il accumule 20,4 points, 5,6 rebonds, 2,2 passes décisives et 3 interceptions, lui valant d'être nommé MVP de cette édition.

#### Wizards de Washington (depuis 2025)
Le 5 juillet 2025, Cam Whitmore est transféré aux Wizards de Washington en échange de deux seconds tour de draft.

## Palmarès et distinctions personnelles

### Lycée
- McDonald's All-American en 2022
- Jordan Brand Classic en 2022
- Nike Hoop Summit en 2022

### Universitaire
- Big East Freshman of the Year (2023)

### Professionnels
- MVP de la NBA Summer League (2023)

### Sélection nationale
- FIBA Under-18 Americas Championship MVP (2022)

## Statistiques
gras = ses meilleures performances

### Universitaires
| Saison    | Équipe    | Matchs | Titul. | Min./m | % Tir | % 3pts | % LF | Rbds/m. | Pass/m. | Int/m. | Ctr/m. | Pts/m. |
| --------- | --------- | ------ | ------ | ------ | ----- | ------ | ---- | ------- | ------- | ------ | ------ | ------ |
| 2022-2023 | Villanova | 26     | 18     | 27,3   | 47,8  | 34,3   | 70,3 | 5,31    | 0,73    | 1,42   | 0,35   | 12,54  |
| Carrière  | Carrière  | 26     | 18     | 27,3   | 47,8  | 34,3   | 70,3 | 5,31    | 0,73    | 1,42   | 0,35   | 12,54  |

### Professionnelles

#### Saison régulière
| Saison    | Équipe   | Matchs | Titul. | Min./m | % Tir | % 3pts | % LF | Rbds/m. | Pass/m. | Int/m. | Ctr/m. | Pts/m. |
| --------- | -------- | ------ | ------ | ------ | ----- | ------ | ---- | ------- | ------- | ------ | ------ | ------ |
| 2023-2024 | Houston  | 47     | 2      | 18,7   | 45,4  | 35,9   | 67,9 | 3,80    | 0,70    | 0,60   | 0,40   | 12,30  |
| 2024-2025 | Houston  | 50     | 3      | 16,2   | 44,3  | 34,8   | 74,3 | 3,00    | 1,00    | 0,60   | 0,30   | 9,30   |
| Carrière  | Carrière | 97     | 5      | 17,4   | 44,9  | 35,5   | 70,3 | 3,40    | 0,80    | 0,60   | 0,30   | 10,80  |

#### Playoffs
| Saison   | Équipe   | Matchs | Titul. | Min./m | % Tir | % 3pts | % LF | Rbds/m. | Pass/m. | Int/m. | Ctr/m. | Pts/m. |
| -------- | -------- | ------ | ------ | ------ | ----- | ------ | ---- | ------- | ------- | ------ | ------ | ------ |
| 2025     | Houston  | 3      | 0      | 1,7    | 0,0   | 0,0    | 0,0  | 0,30    | 0,00    | 0,00   | 0,00   | 0,00   |
| Carrière | Carrière | 3      | 0      | 1,7    | 0,0   | 0,0    | 0,0  | 0,30    | 0,00    | 0,00   | 0,00   | 0,00   |

## Records sur une rencontre en NBA
Les records personnels de Cam Whitemore en NBA sont les suivants, :
| Type de statistique        | Saison régulière | Saison régulière          | Saison régulière | Playoffs | Playoffs   | Playoffs |
| Type de statistique        | Record           | Adversaire                | Date             | Record   | Adversaire | Date     |
| -------------------------- | ---------------- | ------------------------- | ---------------- | -------- | ---------- | -------- |
| Points                     | 34               | @ Lakers de Los Angeles   | 11 avril 2025    | -        | -          | -        |
| Paniers marqués            | 13               | @ Lakers de Los Angeles   | 11 avril 2025    | -        | -          | -        |
| Paniers tentés             | 19               | 2 fois                    | 2 fois           | -        | -          | -        |
| Paniers à 3 points réussis | 7                | @ Lakers de Los Angeles   | 11 avril 2025    | -        | -          | -        |
| Paniers à 3 points tentés  | 12               | @ Lakers de Los Angeles   | 11 avril 2025    | -        | -          | -        |
| Lancers francs réussis     | 6                | @ Celtics de Boston       | 13 janvier 2024  | -        | -          | -        |
| Lancers francs tentés      | 8                | @ Celtics de Boston       | 13 janvier 2024  | -        | -          | -        |
| Rebonds offensifs          | 3                | 2 fois                    | 2 fois           | -        | -          | -        |
| Rebonds défensifs          | 9                | @ Hornets de Charlotte    | 24 janvier 2024  | -        | -          | -        |
| Rebonds totaux             | 11               | 2 fois                    | 2 fois           | -        | -          | -        |
| Passes décisives           | 4                | @ Jazz de l'Utah          | 11 avril 2024    | -        | -          | -        |
| Interceptions              | 2                | 6 fois                    | 6 fois           | -        | -          | -        |
| Contres                    | 3                | @ Thunder d'Oklahoma City | 3 mars 2025      | -        | -          | -        |
| Balles perdues             | 4                | 2 fois                    | 2 fois           | -        | -          | -        |
| Minutes jouées             | 37               | @ Lakers de Los Angeles   | 11 avril 2025    | -        | -          | -        |

- Double-double : 3
- Triple-double : 0

Dernière mise à jour : 3 mars 2025